# Doulevant-le-Petit
Doulevant-le-Petit is een gemeente in het Franse departement Haute-Marne (regio Grand Est) en telt 48 inwoners (2009). De plaats maakt deel uit van het arrondissement Saint-Dizier.

## Geografie
De oppervlakte van Doulevant-le-Petit bedraagt 3,1 km², de bevolkingsdichtheid is dus 15,5 inwoners per km².
De onderstaande kaart toont de ligging van Doulevant-le-Petit met de belangrijkste infrastructuur en aangrenzende gemeenten.

## Demografie
Onderstaande figuur toont het verloop van het inwonertal (bron: INSEE-tellingen).